# Aniventure
Aniventure är ett brittiskt företag för skapande av innehåll och immateriella rättigheter baserat i London och grundades 2013 för att producera familjeorienterad filmanimation.
Aniventure arbetar med produktionspartners för att ta långfilmskoncept från pitchutveckling till färdigställande. Den har ett serviceavtal med VFX och animationsservicestudion Cinesite.

## Långfilmer
| Premiär         | Titel                               | Regissör(er)                           | Producent(er)                                                            | Författare                                                                              | Kompositör(er)   | Samproduktion                                                     | Animationstjänster | Distribution                                                    |
| --------------- | ----------------------------------- | -------------------------------------- | ------------------------------------------------------------------------ | --------------------------------------------------------------------------------------- | ---------------- | ----------------------------------------------------------------- | ------------------ | --------------------------------------------------------------- |
| 14 januari 2022 | Riverdance: Det animerade äventyret | Dave Rosenbaum Eamonn Butler           | Moya Doherty Joel MacDonald Adam Nagle Peter Nagle                       | Dave Rosenbaum Tyler Werrin                                                             | Bill Whelan      | River Productions                                                 | Cinesite           | Netflix                                                         |
| 15 juli 2022    | Tassar av stål                      | Rob Minkoff Mark Koetsier Chris Bailey | Rob Minkoff Adam Nagle Peter Nagle Guy Collins Yair Landau Susan Purcell | Ed Stone Nate Hopper Mel Brooks Norman Steinberg Andrew Bergman Richard Pryor Alan Uger | Bear McCreary    | Flying Tigers Entertainment Align GFM Animation HB Wink Animation | Cinesite           | Paramount Pictures (under Nickelodeon Movies; välj territorier) |
| 1 november 2024 | Hitpig                              | Cinzia Angelini David Feiss            | Dave Rosenbaum Adam Nagle                                                | Berkeley Breathed Dave Rosenbaum Tyler Werrin                                           | Isabella Summers |                                                                   | Cinesite           | Viva Kids                                                       |
| 9 juni 2025     | Animal Farm                         | Andy Serkis                            | Andy Serkis Adam Nagle Dave Rosenbaum Jonathan Cavendish                 | Nicholas Stoller                                                                        | Heitor Pereira   | The Imaginarium Studios                                           | Cinesite           | TBA                                                             |